# Lambrachaeus ramifer
Lambrachaeus ramifer är en kräftdjursart som beskrevs av Alcock 1895. Lambrachaeus ramifer ingår i släktet Lambrachaeus och familjen Parthenopidae. Inga underarter finns listade i Catalogue of Life.